# ان‌جی‌سی ۵۴۸۶
ان‌جی‌سی ۵۴۸۶ (انگلیسی: NGC 5486) یک کهکشان نامنظم در صورت فلکی خرس بزرگ است که در فاصله ۱۱۰ میلیون سال نوری از زمین قرار دارد.